# Jumpin', Jumpin'
Singles de Destiny's Child
Say My Name
(2000) Independent Women
(2000)
Jumpin', Jumpin' est une chanson à succès R'n'B de 2000 du groupe féminin américain Destiny's Child. C'est le quatrième et dernier single tirée du second album du groupe, The Writing's on the Wall. Le single a connu le succès dans les classements.
La chanson a été classée 232e dans le top 500 des chansons des années 2000 de Pitchfork.

## Chants
- Chant: Beyoncé Knowles (2 couplets) et Kelly Rowland (2 couplets harmonisés)
- Choristes: Kelly Rowland, LeToya Luckett et LaTavia Roberson

## Clip vidéo
La vidéo commence au domicile des Destiny's Child, où les membres du groupe se préparent pour sortir en soirée. Elles prennent une voiture pour arriver à leur destination et rivalisent avec les garçons dans une voiture de course. Dans le club, ils chantent et dansent sur scène.
Ce fut le dernier clip vidéo où figure Farrah Franklin. Le clip vidéo n'est jamais sorti sur une compilation vidéo ou sur un CD bonus, alors que le Remix So So Def est présente sur la compilation vidéo The Platinum's on the Wall.

## Liste des pistes
CD Single États-Unis
1. Jumpin', Jumpin' (Version album) : 3:47
2. Jumpin', Jumpin' (Remix So So Def) (Version propre) (avec Jermaine Dupri, Da Brat et Lil Bow Wow) : 3:45
3. Jumpin', Jumpin' (Maurice's Jumpin' Retro Mix) : 8:20
4. Jumpin', Jumpin' (Remix de Azza) : 5:15
5. Upside Down (Live de VH1 Divas 2000: A Tribute to Diana Ross) : 4:09

CD Single Europe COL 669511 5
1. Jumpin', Jumpin' (Version album) : 3:47
2. Jumpin', Jumpin' (Remix So So Def) (Version propre) (avec Jermaine Dupri, Da Brat et Lil Bow Wow) : 3:45
3. Jumpin', Jumpin' (Maurice's Radio Mix) : 4:05
4. Jumpin', Jumpin' (Maurice's Jumpin' Retro Mix) : 8:20

CD Single Partie 1 Royaume-Uni 669629 2
1. Jumpin', Jumpin' (Version album) : 3:47
2. Jumpin', Jumpin' (Remix de Azza) : 5:15
3. Upside Down (Live de VH1 Divas 2000: A Tribute to Diana Ross) : 4:09

CD Single Partie 2 Royaume-Uni (Remixes)
1. Jumpin', Jumpin' (Maurice's Radio Mix)
2. Say My Name (Maurice's Last Days Of Disco Millenium Mix)
3. Bills, Bills, Bills (Maurice's Xclusive Livegig Mix)

CD Single Australie
1. Jumpin', Jumpin'"
2. Say My Name (Remix Timbaland)
3. Say My Name (Maurice's Last Days of Disco Millennium Mix)
4. Say My Name (Daddy D Remix with Rap)
5. Say My Name (Digital Black & Groove Club Mix)

Sortie limitée
1. "Jumpin', Jumpin' (Version album) : 3:47
2. Jumpin', Jumpin' (Remix So So Def) (Version propre) (avec Jermaine Dupri, Da Brat & Lil Bow Wow) : 3:45
3. Jumpin', Jumpin' (Remix avec Mr. Nitro) : 4:26 (Producteur  Hamaza Lee)
4. Jumpin', Jumpin' (Remix avec Mr. Nitro) : 3:59 (Producteur  Hamaza Lee)
5. Jumpin', Jumpin' (Maurice's Radio Mix) : 4:05
6. Jumpin', Jumpin' (Azza's Radio Mix) : 4:10

## Formats et remixes
Deux remixes urban officielles pour la chanson existent. L'un, connu comme le remix Nitro contient le rappeur Nitro, tandis que l'autre est connu comme le remix So So Def avec Lil' Bow Wow, Da Brat, et Jermaine Dupri. Une vidéo a été tournée pour le remix So So Def Remix plus tard.
Le Azza's Remix de Jumpin', Jumpin' contient de nouvelles voix enregistrés avec un chant lent, des ad-libs supplémentaires de Beyoncé et de Kelly Rowland dans le refrain et des notes aiguës pendant la pause. Les voix ont été enregistrées dans une session avec le DJ Maurice Joshua, qui a utilisé la voix ainsi que ses remixes danse de la chanson. Ces deux remixes sont l'une des quelques chansons de The Writing's on the Wall où figure Farrah Franklin et Michelle Williams aussi, l'autre étant la version WNBA de la chanson.
Une production spécifique de Jumpin', Jumpin' (à la demande du A&R de Sony, Darren Dixon) a été officieusement promu et sorti par FONKED, (remixée par O. D. Hunte) avec DeMarvlest.

## Ventes
Au Royaume-Uni, Jumpin', Jumpin' a atteint le top cinq et s'est vendu à plus de 195 000 exemplaires. Il a également connu le succès quand il a atteint la deuxième place du classement des singles australien. Aux Pays-Bas Jumpin', Jumpin a pris la 10e position dans le Mega Single Top 100 en restant 14 semaines dans ce classement.
Suivant le succès de Jumpin', Jumpin', The Writing's on the Wall a été certifié six fois disque de platine par le RIAA en septembre 2000 et dans le monde il s'est vendu à un nombre massive de neuf millions d'exemplaires après un peu plus d'un an dans les classements.
| Classement (2000)            | Meilleure position |
| ---------------------------- | ------------------ |
| Australie                    | 2                  |
| Allemagne                    | 31                 |
| Royaume-Uni                  | 5                  |
| États-Unis Billboard Hot 100 | 3                  |
| Pays-Bas                     | 10                 |